# Левант (Мен)
Левант (англ. Levant) — місто (англ. town) в США, в окрузі Пенобскот штату Мен. Населення — 2940 осіб (2020).

## Демографія
Згідно з переписом 2010 року, у місті мешкала 2851 особа в 1081 домогосподарстві у складі 800 родин. Було 1146 помешкань
Расовий склад населення:
| - 96,6 % — білих - 0,6 % — корінних американців - 0,6 % — азіатів - 0,2 % — чорних або афроамериканців |

До двох чи більше рас належало 2,0 %. Частка іспаномовних становила 0,8 % від усіх жителів.
За віковим діапазоном населення розподілялося таким чином: 24,6 % — особи молодші 18 років, 64,7 % — особи у віці 18—64 років, 10,7 % — особи у віці 65 років та старші. Медіана віку мешканця становила 37,9 року. На 100 осіб жіночої статі у місті припадало 102,9 чоловіків;  на 100 жінок у віці від 18 років та старших — 98,6 чоловіків також старших 18 років.
Середній дохід на одне домашнє господарство  становив 68 785 доларів США (медіана — 57 326), а середній дохід на одну сім'ю — 76 301 долар (медіана — 63 466). Медіана доходів становила 45 326 доларів для чоловіків та 35 335 доларів для жінок. За межею бідності перебувало 5,7 % осіб, у тому числі 1,6 % дітей у віці до 18 років та 13,5 % осіб у віці 65 років та старших.
Цивільне працевлаштоване населення становило 1457 осіб. Основні галузі зайнятості: освіта, охорона здоров'я та соціальна допомога — 35,7 %, роздрібна торгівля — 13,6 %, публічна адміністрація — 7,4 %, транспорт — 6,0 %.